# Idioma grecocalabrés
El idioma griko (Γλῶσσα ɣρέκα τῆς Καλαβρία en griego antiguo; Καλαβριανή διάλεκτος Γκρίκο en griego moderno; Dialectos Graeco-Calabra en latín; Dialetto greco-calabro o grecanico en italiano) es una lengua griega notablemente diferente del griego moderno que pertenece al grupo grecoitaliano de las lenguas griegas modernas. Existen dos subvariedades principales de griko:
- El idioma grecocalabrés (también llamado grecobovesiano, ya que es hablado en el área geográfica de la Bovesia) es la versión del grecoitaliano usado en Calabria, en la provincia de Reggio, en contraposición al otro dialecto grecoitaliano hablado en la denominada Grecia Salentina.
- El idioma grecosalentino hallado en la Grecia Salentina situada en la comarca de Salento (provincia de Lecce en Apulia), formada por unos pocos municipios donde tradicionalmente se habló griko.

Las dos lenguas grecoitalianas suelen mencionarse conjuntamente como “lengua grecoitaliota” (Κατωιταλιώτιικα o kato-italiótika, palabra cuyo significado es ‘bajo italiano’ y, más exactamente por el contexto ‘griego italiano meridional’), grecánico o griko, aunque estas dos versiones son diferentes en su desarrollo histórico. El dialecto grecocalabrés usualmente es llamado por sus hablantes “(lengua) grika”.

## Dialecto en extinción
En el Libro rojo de la Unesco sobre idiomas en peligro, se menciona el grecocalabrés conjuntamente con el grecánico, y además Euromosaic lo analiza y reconoce como lengua minoritaria en peligro en la Unión Europea.
También es mencionado por Ethnologue como un dialecto del griego moderno. La conclusión de Ethnologue es un tanto dudosa, ya que esta lengua se ha desarrollado paralelamente y de forma separada a partir del griego bizantino (o incluso del griego clásico) y por esta razón puede ser vista como un idioma hermano del griego moderno, más que como un vástago.
Teniendo en cuenta el punto anterior, sería más acertado decir que es una versión dialectal del griego medieval bizantino que como un dialecto del griego moderno.
Esta versión del griego nunca ha experimentado un crecimiento significativo durante su historia, y siempre ha sido utilizado solamente en asuntos cotidianos, sin desempeñar ningún papel significativo en los campos de la administración, literatura o asuntos eclesiásticos. Considerando todos estos elementos, la expansión del grecocalabrés como un dialecto más que como un idioma tiene poco que ver con la falta de características distintivas y más con su falta de prestigio.

## Difusión

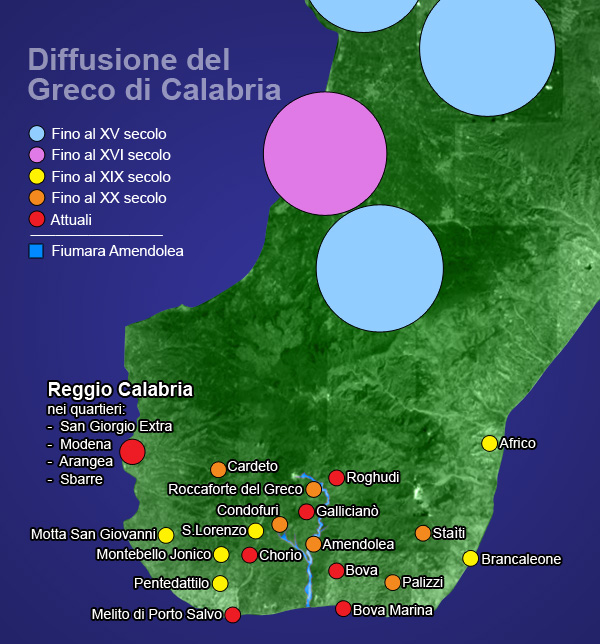
Difusión diacrónica (a través del tiempo) y sincrónica (en un momento dado, por ejemplo, el presente) del grecocalabrés.

Grecìa salentina dentro de la provincia de Lecce.

### Difusión en el pasado
Esta lengua fue hablada en toda la parte sur de la Provincia de Reggio Calabria hasta el siglo XV o XVI, momento en el que empezó a ser reemplazado gradualmente por el dialecto romance (dialecto calabrés), incluso habiendo influencias del griego calabrés en la gramática y en una gran parte del vocabulario.
Durante la era angevina, el idioma griego se hablaba en un área muy amplia entre Seminara, Taurianova, el valle de Mésima y la meseta de Poro. Un breve análisis histórico ilustra claramente la progresiva desaparición del idioma griego desde el siglo XVI hasta nuestros días.
Hacia mediados del siglo XVI este idioma ha desaparecido de los campos de Petrace, particularmente en el valle alto de Diverso y Tasi. Durante el siglo siguiente la regresión se extendió a algunos valles en la zona occuidental de Aspromonte, junto al Estrecho de Mesina, como en los valles de Catona y Gàllico.
Durante el siglo XIX la lengua se perdió en algunos pueblos, como Pentedattilo, Africo, Brancaleone, Motta San Giovanni, Montebello Ionico, San Lorenzo, en el lado jónico de Aspromonte.
En los primeros años de siglo XX esta tendencia se extendió a las ciudades de Palizzi, Staiti, Cardeto, Roccaforte del Greco, Amendolea y Condofuri.

### Medidas represivas durante el fascismo
Durante el período fascista en Italia, la minorías lingüísticas fueron fuertemente reprimidas y esto indiscutiblmente afectó el uso del grecocalabrés y al grecosalentino. En la década de los 30 la expresión «pareces griego», al referirse a una persona estúpida, se convirtió en moneda común. Esta lengua pronto empezó a ser vista, incluso por sus hablantes nativos, como un símbolo de retraso cultural, y los maestros castigaban a los alumnos alófonos que hablaban este idioma «extranjero» en la escuela.

### Difusión actual
Hoy en día el grecocalabrés es hablado en nueve ciudades del pequeño territorio en el extremo sur de Calabria llamado Bovesia, que son Bova Superiore (población principal que da nombre al territorio), Roghudi, Gallicianò, así como Chorìo di Roghudi, Bova Marina, y en la ciudad de Regio de Calabria en los barrios de San Giorgio Extra y Rione Modena.

Igualmente hay informes que hablan de varios cientos de hablantes en los barrios de Arangea y Sbarre, en Regio de Calabria, y un número menor en Melito di Porto Salvo, principalmente gracias a la inmigración desde Roghudi y Chorìo tras las inundaciones acaecidas en 1971.
Alrededor de 2.000 personas hablan y entienden el idioma usualmente y otras 3.000 personas lo entienden y tienen como lengua madre, pero no lo tienen como lengua usual, y solo 50 de ellos tienen menos de 35 años, esto a pesar de los esfuerzos de asociaciones culturales y agencias administrativas.
En Bova en la actualidad muchos estudian griego moderno en lugar de grecocalabrés.

## Características
Esta lengua tiene mucho en común con el griego moderno. Al hablar de sus orígenes, algunos filólogos afirman que se trata de un dialecto derivado del griego medieval, mientras que otros afirman que viene directamente del griego clásico y en particular del griego dórico hablado en Magna Grecia, con una evolución independiente solo influenciada por el griego medieval.
Las evidencias se basan en arcaísmos de esta lengua, con la presencia de palabras derivadas del griego dórico pero actualmente no usadas en Grecia. Asimismo, existen una serie de características distintivas en comparación con el griego moderno. Por ejemplo, en muchos casos la "-s" final se ha perdido (por ejemplo, gaidaros, ‘burro’ pasa a ser gadaro en grecocalabrés). Tampoco existen tiempos de futuro en el dialecto; este requerimiento gramatical se satisface usando los tiempos de presente.
Otra peculiaridad importante es el uso del alfabeto latino en lugar del griego.

### Comparación con el dialecto reggino, el idioma italiano y el griego
Esto es un fragmento del cuento popular "L'asino e il lupo":
(Lengua Italiana)

L'asino e il lupo
Un mattino un asino pascolava beato in un prato d'erba tenera su un piano tra due montagne. Nelle vicinanze scorreva un ruscello, producendo un allegro mormorio con la sua acqua fresca e límpida
(Dialecto reggino)

Lu sceccu e lu lupu
Nu jornu, i matina, nu sceccu pasciva cuntentu erba frisca 'nta nu chianu ammenzu a li muntagni. Ddha 'nta li vicinanzi ncera un gadduni chi scindendu, mandava na musica duci cu la so poca acqua frisca e pulita.
(Greco di Calabria)

To gadaro ce lo lico
Mia mera, asce purrì, ena gadàro evoscevvje charapimèno, chorto chlorò sce ena mmali mesa sta vunà. Ecì condà iche era rrìaci pu trèchonda èsteddhe mia mùsica glicìa me to lìgo nerò frisco ce catharò.
(Idioma griego)

Ο γάιδαρος και ο λύκος
Ένα πρωί, ένα γαϊδουράκι βοσκούσε χλωρό χόρτο, ευτυχισμένο σ' ένα λιβάδι ανάμεσα στα βουνά. Εκεί κοντά είχε μία ρεματιά που παρήγε ένα γλυκό μουρμούρισμα με τα δροσερά, πεντακάθαρα νερά της.
(Griego transcrito)

O gáidaros kai o lýkos
Éna proí, éna gaïduráki voskúse jloró jórto, eftyjisméno s' éna livádi anámesa sta vuná. Ekí kondá íje mía rematiá pu paríge éna glikó murmúrisma me ta droserá, pendakáthara nerá tis.

## Literatura
La literatura es escasa y consiste en libros de poesía, historia local o calendarios, a menudo en tres lenguas (italiano, grecocalabrés y griego moderno). Desafortunadamente esta lengua ha sufrido la falta de una autoridad lingüística y la ausencia de literatura, quedando como una lengua predominantemente usada en entornos rurales o pastoriles.
A finales de la década de los 70, la asociación Jalò tu Vúa inauguró un grupo de investigación para establecer estándares metodológicos para la enseñanza del grecocalabrés y un borrador de gramática para las escuelas. El municipio de Bova publicó un panfleto en 1979 de título La Glossa di Bova (‘Glosas de Bova’).

## Raíces en el humanismo
Es importante realzar la presencia de calabreses en el humanismo y el Renacimiento. Los helenistas en este período con frecuencia vinieron de Calabria, quizás por la influencia griega. El redescubrimiento de la Antigua Grecia fue complicado, ya que esta lengua prácticamente había sido olvidada. En este período la presencia de humanistas de Calabria o (principalmente a partir de 1453) refugiados de Constantinopla fue fundamental.
El estudio del griego clásico, en este período, fue esencialmente un trabajo de dos monjes del monasterio de Seminara: Barlaam, obispo de Gerace, y su discípulo, Leonzio Pilato.
En particular, Leonzio Pilato fue probablemente un grecocalabrés nacido cerca de Regio de Calabria. Fue un importante maestro de griego clásico y traductor, y ayudó a Giovanni Boccaccio en las traducciones de las obras de Homero.

## Música
El grecocalabrés nunca ha tenido una tradición difundida en música, si bien en la actualidad existen numerosos grupos folclóricos locales que cantan en esta lengua. En Bova Marina se suele celebrar un festival anual de música grecocalabresa.

## Estatus actual

### El redescubrimiento
Con el tiempo, los grecocalabreses pasaron a ser gentes olvidadas de Italia y Europa, hasta el punto de que las gentes y el gobierno de Grecia no se percataron de su existencia. Su "redescubrimiento", o al menos el aumento de la conciencia sobre ellos, se debió al notable trabajo del filólogo alemán Gerhard Rohlfs, quien hizo una importante contribución al conocimiento del grecocalabrés.

### Asociaciones culturales
Inspirándose en los esfuerzos de Rohlfs, un grupo de estudiantes universitarios buscaron una mayor promoción de este idioma a través de la publicación de un panfleto titulado La Iónica. Esta fue la primera actividad organizada destinada a proteger el idioma.
En 1970 este grupo puso en marcha una asociación cultural llamada La Iónica y el panfleto pasó a ser una revista que contenía poesía y prosa tanto en italiano como en grecocalabrés. Esta misma asociación estableció contactos con hablantes de griego de Grecìa Salentina, con la finalidad de crear el UGIM (Unión de Griegos del Sur de Italia) para proteger conjuntamente el bilingüismo de la región y para solicitar reconocimiento formal al Estado en tales áreas, así como signos bilingües en la carretera.
Siguiendo el ejemplo de La Iónica, otras asociaciones locales se pusieron en marcha, como Zoí ce glossa (Vida y lenguaje) en Regio de Calabria, Cinurio Cosmó (Nuevo Mundo) y Jalò tu Vúa en Bova Marina, CUMELCA en Gallicianò y Roghudi y Apodiafázi (Amanecer) en Bova Superiore.

### Medios de comunicación
Existen dos periódicos en grecocalabrés: I Riza, que es trilingüe (italiano, grecocalabrés y griego moderno) y es publicado por la asociación Jalò tu Vúa, y CUMELCA. El primero es una publicación cuatrimestral, mientras que el otro se publica trimestralmente, si bien en realidad el tiempo de publicación es bastante irregular. El gobierno regional aporta cierta ayuda financiera para estas publicaciones.
En este momento no existen estaciones de radio que emitan en la lengua grecocalabresa, más que nada por la crisis que sufren las estaciones de radio privadas locales. Entre 1977 y 1984, coincidiendo con el boom de las estaciones locales, algunas estaciones solían emitir algunos programas en la lengua. Entre estos programas estaban Radio Antenna Don Bosco (en Bova Marina), Radio San Paolo (en Regio de Calabria) y RTM (en Mélito di Porto Salvo).
Esta lengua jamás ha sido usada en televisión.

### Aumento de la concienciación y la educación
El gobierno griego en Atenas, a través de la SFEE (Asociación Internacional de Grecófonos), ha establecido relaciones con La Iónica (La Jónica) y ha invitado oficialmente a grecocalabreses al encuentro anual que tiene lugar en Grecia. Aparte de esto, La Iónica no ha recibido gran ayuda por parte de las autoridades; de hecho, la concienciación por el problema realmente solo ha surgido en los últimos años.
El gobierno de la región de Calabria ha animado a la educación en este idioma en las escuelas, de una forma paralela a la que se actúa con el idioma albanés, promoviendo así el bilingüismo. En 1993 la región creó un Istituto Regionale Superiore di Studi Ellenófoni (Instituto Regional Superior de Estudios Grecófonos) con base en Bova Marina.
A pesar de esta actividad inicial, el programa no ha logrado grandes avances a causa de la falta de maestros cualificados y del hecho de que el bilingüismo no está presente en la administración. Los progresos son muy pequeños y, por el momento, como ejemplo, solo las ciudades de Bova y Bova Marina disponen de señalización callejera bilingüe.

### Puntos críticos
El lento retroceso del uso de la lengua grecocalabresa se debe principalmente al hecho de que la población la ve como simplemente un dialecto, o en otras palabras, como una forma de expresión de las clases bajas, algo típico de gentes de campo e iletradas. La falta de registros lingüísticos (por ejemplo, el uso en otros entornos diferentes al familiar) es el mayor impedimento para su supervivencia.
La lengua se preservó mientras la población permanecía aislada en las montañas del Aspromonte. Siguiendo las migraciones de estas zonas, las generaciones más jóvenes de hoy solo tienen un conocimiento muy básico de la lengua, y los estándares de la educación recomiendan el uso de otras lenguas, como el italiano, incluso en el uso diario.
La actividad en el área educativa, incluso cuando cuenta con el apoyo de las administraciones locales y la legislación promotora de la presencia del idioma en las aulas y en universidades, está limitada debido a que los profesores y tutores con un nivel adecuado de grecocalabrés no están disponibles para impartir cursos. La actividad inicial ha sido limitada a las iniciativas de grupos culturales a un nivel local, con el apoyo financiero de los gobiernos municipales.
La enseñanza de la lengua no ha seguido un formato bilingüe, sino que ha sido ofrecida como asignatura optativa en la escuela primaria, gracias al apoyo financiero del gobierno regional y de la Unión Europea. En cualquier caso, el número de estudiantes ha sido bajo.
Por desgracia la enseñanza del grecocalabrés es inexistente en la escuela secundaria, en la cual sería más útil y práctica, y de hecho las asociaciones culturales ofrecen cursos para las necesidades de adultos.